# فرودگاه کاروپ
فرودگاه کاروپ (به انگلیسی: Karup Airport) (به زبان بومی: Karup Lufthavn) یک فرودگاه همگانی و نظامی مسافربری ۲۰۰۸ با کد یاتا KRP است که یک باند فرود آسفالت دارد و طول باند آن ۳۰۴۸ متر است. این فرودگاه در شهر کاروپ کشور دانمارک قرار دارد و در ارتفاع ۵۲ متری از سطح دریا واقع شده است.